# La Chambre du fils (téléfilm)
Cet article concerne le téléfilm d'Alex de la Iglesia. Pour le film de Nanni Moretti, voir La Chambre du fils.
Pour plus de détails, voir Fiche technique et Distribution.
La Chambre du fils (titre original : La habitación del niño) est un téléfilm thriller-horreur espagnol réalisé par Álex de la Iglesia, diffusé en 2006.

## Synopsis
Fraîchement emménagés dans une vieille bâtisse  en cours de rénovation, située au cœur d'un quartier bourgeois de Barcelone, Juan (F. Javier Gutiérrez), journaliste sportif, Sonia (Leonor Watling) et leur bébé comptent bien y couler une vie de famille heureuse. Avant de se coucher, l'homme vérifie le moniteur dans la chambre de l'enfant, un modèle dernier cri qui permet d'écouter quand le petit dort, mais aussi de le voir... Ce couple va alors découvrir qu'il n'est pas seul dans cette maison, quelqu'un est assis tous les soirs près du berceau du bébé.

## Fiche technique
- Titre français : La Chambre du fils
- Titre original : La habitación del niño
- Réalisation : Álex de la Iglesia
- Production : Álvaro Augustín, Julio Fernández
- Musique : Roque Baños
- Photographie : Jose Luis Moreno
- Montage : Alejandro Lazaro, David Pinillos
- Effets spéciaux : Juan Ramón Molina
- Pays d'origine :  Espagne
- Tournage :
  - Langues : anglais, français, espagnol
- Société de production et de distribution : Filmax
- Genre : thriller-horreur
- Durée : 80 minutes (1 heure 20 min)
- Dates de sortie : 
  -  Espagne : mars 2006 (sorti au cinéma et en DVD)
  -  France : 2007 (uniquement sorti en DVD)
  -  Royaume-Uni : 2007 (uniquement sorti en DVD)
- Film interdit aux moins de 12 ans.

## Distribution
- Leonor Watling (VF : Agnès Manoury) : Sonia
- F. Javier Gutiérrez (VF : Stéphane Miquel) : Juan
- Sancho Gracia : Domingo
- María Asquerino : María
- Antonio Dechent : Fernández
- Terele Pávez : La femme de Domingo

## Tournage
Ce téléfilm fait partie de la gamme de films d'horreur en Espagne, Scary Stories « Películas para no dormir » (Films qui vous tiennent éveillés).